# Sinner (álbum de Dave Evans)
Sinner es el segundo disco del cantante de Hard rock Dave Evans (exvocalista de AC/DC) como solista. Fue su más exitoso álbum, cosa que le permitió realizar su correspondiente gira por los Estados Unidos, Europa y Australia.

## Listado de canciones
1. Back On The Firing Line 03:43
2. Rock 'N' Roll Or Bust 04:09
3. Take Me Down Again 03:16
4. Only The Good Die Young 03:34
5. Sinner 03:21
6. Carnal Knowledge 03:24
7. Turn It Up 03:13
8. Out In The Cold 04:21
9. Go Down Fighting 04:05
10. Sold My Soul To Rock 'N' Roll 03:17
11. D.O.A. 04:36
12. The Thunder Down Under 03:46

## Curiosidades
La canción "Sold My Soul to Rock N' Roll" (Vendí mi alma al rock n’ roll) aparece como canción representativa en la web de Dave Evans.
- Datos: Q6129347